# ラーシュ・ケプレル

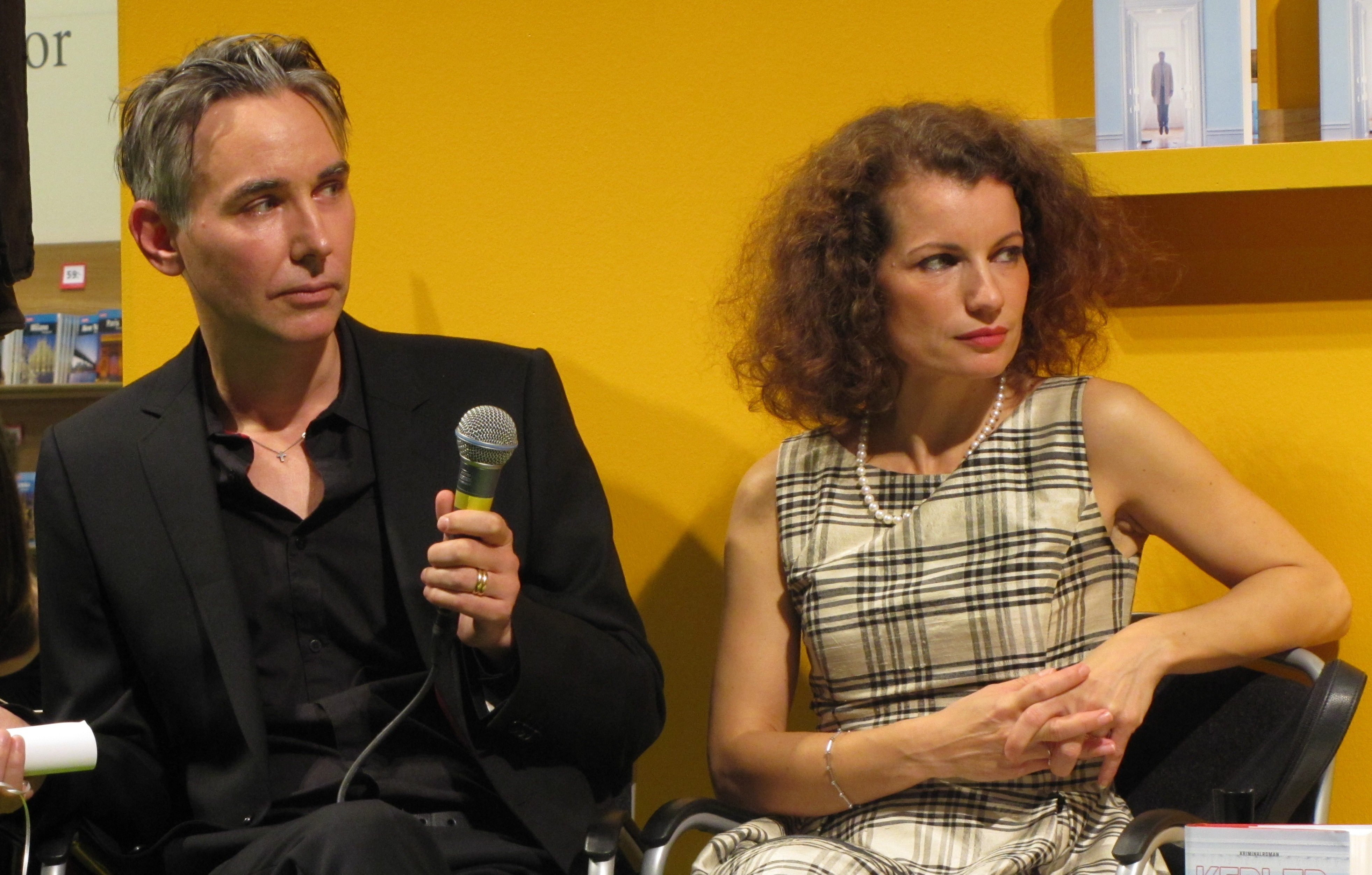
ラーシュ・ケプレルことアンドリル夫妻（2010年）

ラーシュ・ケプレル（Lars Kepler）は、スウェーデンの推理作家。
2009年、『催眠』でデビューしたが、ペンネーム以外のプロフィールの一切が不明で、いわゆる覆面作家であった。その正体としてヘニング・マンケル、ヨン・アイヴィデ・リンドクヴィスト、カミラ・レックバリなどの名前が挙げられ、2004年に急逝したスティーグ・ラーソンの生存説まで憶測された。
新聞がその正体をスクープしたことにより、同年9月に出版社が、それぞれ単独で作品を持つ純文学作家のアレクサンデル・アンドリル（1967年1月20日 - 、ストックホルム生まれ）とアレクサンドラ・コエーリョ・アンドリル（1966年3月2日 - 、ヘルシンボリ生まれ）夫妻の共有筆名であることを明かした。夫妻は、文学活動の制限にならないように筆名を変えたと語っており、今後もケプレル名義で『催眠』に続くシリーズを執筆する予定であるという。同作は刊行前から10カ国以上に翻訳権が売れ、刊行後は爆発的なヒットとなった。

## 作品リスト
ヨーナ・リンナ刑事シリーズ
| #    | 邦題           | 原題                         | 刊行年 | 刊行年月   | 訳者                 | 出版社                     |
| 1    | 催眠           | Hypnotisören                 | 2009年 | 2010年7月  | ヘレンハルメ美穂     | 早川書房〈ハヤカワ文庫〉   |
| 2    | 契約           | Paganinikontraktet           | 2010年 | 2011年7月  | ヘレンハルメ美穂     | 早川書房〈ハヤカワ文庫〉   |
| 3    | 交霊           | Eldvittnet                   | 2011年 | 2013年12月 | 岩澤雅利・羽根由     | 早川書房〈ハヤカワ文庫〉   |
| 4    | 砂男           | Sandmannen                   | 2012年 | 2019年12月 | 瑞木さやこ・鍋倉僚介 | 扶桑社〈扶桑社ミステリー〉 |
| 5    | つけ狙う者     | Stalker                      | 2014年 | 2020年12月 | 染田屋茂・下倉亮一   | 扶桑社〈扶桑社ミステリー〉 |
| 6    | ウサギ狩り人   | Kaninjägaren                 | 2016年 | 2021年9月  | 古賀紅美             | 扶桑社〈扶桑社ミステリー〉 |
| 7    | 墓から蘇った男 | Lazarus                      | 2018年 | 2022年3月  | 品川亮               | 扶桑社〈扶桑社ミステリー〉 |
| 1[3] |                | Hypnotisören – Black Edition | 2019年 |            |                      |                            |
| 8    | 鏡の男         | Spegelmannen                 | 2020年 | 2023年2月  | 品川亮               | 扶桑社〈扶桑社ミステリー〉 |
| 9    | 蜘蛛の巣の罠   | Spindeln                     | 2022年 | 2024年2月  | 品川亮               | 扶桑社〈扶桑社ミステリー〉 |